# تپه قرمزی تپه
تپه قرمزی تپه مربوط به دوره اشکانیان - دوره ساسانیان - سده‌های اولیه دوران‌های تاریخی پس از اسلام است و در شهرستان میانه، بخش مرکزی، دهستان کله بوز شرقی، ۶۰۰ متری شمال غربی روستای قره زیارت واقع شده و این اثر در تاریخ ۲۷ آبان ۱۳۸۶ با شمارهٔ ثبت ۲۰۱۸۲ به‌عنوان یکی از آثار ملی ایران به ثبت رسیده است.